# Campionato mondiale di hockey su ghiaccio
Il campionato mondiale di hockey su ghiaccio maschile è la massima competizione di tale disciplina per squadre nazionali maggiori.
Organizzato su base annuale dall'International Ice Hockey Federation, si disputa dal 1920.
La prima edizione del campionato del mondo coincise con il torneo olimpico del 1920 ad Anversa (Belgio); tutti i tornei olimpici fino a quello del 1968 a Grenoble (Francia) fanno parte del palmarès della competizione. La prima edizione svincolata dal torneo olimpico si tenne nel 1930, ospitata congiuntamente da Austria, Francia e Germania, alla quale presero il via dodici nazionali. Nel 1931 le squadre al via disputarono una serie di gironi all'italiana fino a giungere al girone decisivo; le medaglie furono assegnate sulla base della classifica del girone finale. Tale struttura rimase, con minime modifiche, fino al 1992. Nel 1951 fu introdotto il concetto di promozione e retrocessione con l'istituzione di una divisione inferiore, il Gruppo B, oggi Prima Divisione. Con la crescita della IIHF nel corso degli anni furono introdotte altre divisioni. Nel 1990 la IIHF approvò l'introduzione della fase a eliminazione diretta.
La struttura del campionato mondiale prevede 16 squadre nel Gruppo A, 12 nella Prima Divisione e 12 nella Seconda Divisione. Se sono presenti più di 40 squadre viene organizzata anche la Terza Divisione. Le squadre del Gruppo A disputano un girone preliminare, poi le migliori otto accedono ai playoff fino alla finale per la medaglia d'oro. Dal 1977 i mondiali sono aperti a tutti i giocatori, sia dilettanti che professionisti. Svolgendosi in contemporanea ai playoff della Stanley Cup, il campionato del mondo è disertato da molti giocatori di primissimo piano della National Hockey League fattore che spesso in Nordamerica induce a considerare tale competizione di livello inferiore alla prima citata.
Il Canada fu la dominatrice delle prime edizioni, vincendo 12 edizioni tra il 1930 e il 1952. Le altre nazionali al vertice in quegli anni erano gli Stati Uniti, la Cecoslovacchia, la Svezia, la Gran Bretagna e la Svizzera. L'Unione Sovietica esordì soltanto nel 1954 ma presto diventò la rivale principale del Canada. Dal 1963 fino alla sua ultima apparizione nel 1991 l'URSS dominò la competizione vincendo 20 titoli mondiali. In quel periodo solo altri tre Paesi riuscirono a conquistare delle medaglie, Canada, Cecoslovacchia e Svezia. La Russia, erede del titolo sportivo dell'URSS, esordì nel 1992, mentre la Rep. Ceca e la Slovacchia esordirono nel 1993. Nel terzo millennio i mondiali risultarono più competitivi, con un livello di gioco sempre più vicino fra le cosiddette "Big Seven", Canada, Repubblica Ceca, Finlandia, Russia, Slovacchia, Svezia e Stati Uniti.

## Origini

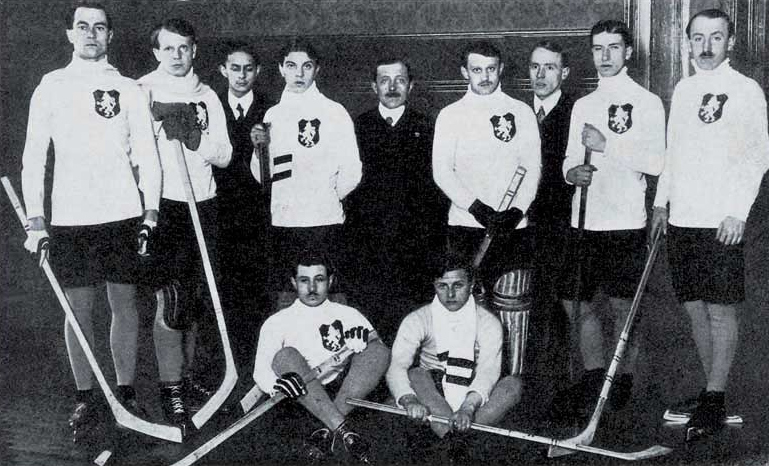
La Boemia campione d'Europa del 1911.

La International Ice Hockey Federation (IIHF), l'organo direttivo dell'hockey su ghiaccio, fu creato il 15 maggio 1908 con il nome di Ligue Internationale de Hockey sur Glace (LHG). A quel tempo l'organizzazione dell'hockey su ghiaccio era ancora una novità, considerato che il primo incontro al coperto della storia si giocò il 3 marzo 1875 presso il Victoria Skating Rink di Montréal. Nel 1887 quattro squadre di Montréal fondarono l'Amateur Hockey Association of Canada (AHAC), uno fra i primi campionati dotati di un calendario. Lord Stanley donò la Stanley Cup e i suoi amministratori fiduciari decisero di consegnare il premio alla miglior squadra della AHAC o a qualsiasi altra formazione capace di sconfiggerla. Nel 1905 fu fondata la Eastern Canada Amateur Hockey Association (ECAHA), una lega che univa giocatori dilettanti ad altri professionisti. Lo scioglimento della ECAHA portò alla nascita della National Hockey Association (NHA).
I primi campionati europei si svolsero nel gennaio del 1910 a Les Avants, in Svizzera, e furono i precursori del campionato mondiale. Fu la prima competizione creata per le squadre nazionali, e le prime partecipanti furono il Belgio, la Germania, la Gran Bretagna e la Svizzera. Nel frattempo in Nordamerica l'hockey professionistico stava continuando a crescere e nel 1917 nacque la più importante lega professionistica al mondo, la National Hockey League (NHL). I Campionati europei continuarono a svolgersi per cinque anni consecutivi fino allo scoppio della prima guerra mondiale, evento che costrinse a sospendere la competizione fino al 1920.

## Storia

### 1920-1928: Giochi olimpici

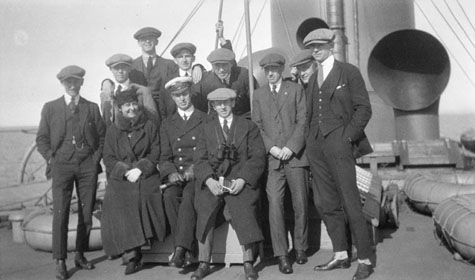
La squadra dei Winnipeg Falcons (rappresentanti del Canada) in viaggio per i giochi di Anversa 1920.

La IIHF riconosce il torneo svoltosi durante le Olimpiadi estive del 1920 come il primo Campionato del mondo di hockey su ghiaccio. Esso fu organizzato da un comitato che includeva il futuro presidente della IIHF Paul Loicq. Il torneo si giocò fra il 23 e il 29 aprile e vide la partecipazione di sette squadre: Canada, Cecoslovacchia, gli Stati Uniti, Svizzera, Svezia, Francia e i padroni di casa del Belgio. Il Canada rappresentato dai Winnipeg Falcons vinse la medaglia d'oro, superando le avversarie con 27 reti segnate contro una sola subita. Completarono il primo podio nella storia del torneo gli Stati Uniti e la Cecoslovacchia. Nel 1921 si riunì a Losanna il Congresso olimpico, il quale decise di organizzare nel 1924 una settimana di sport invernali a Chamonix, in Francia. Un anno dopo l'evento il Comitato Olimpico Internazionale decise di considerare quelle competizioni valide come prima edizione dei Giochi olimpici invernali.
Tutte le edizioni successive delle Olimpiadi furono considerate valide come edizioni del Campionato mondiale fino ai giochi di Grenoble 1968. Canada vinse le prime due edizioni olimpiche nel 1924 e nel 1928. Nel 1928 la Svezia e la Svizzera vinsero le loro prime medaglie, mentre fecero il loro debutto altre quattro nazionali arrivando a un totale di undici partecipanti.

### 1930-1953: dominio canadese

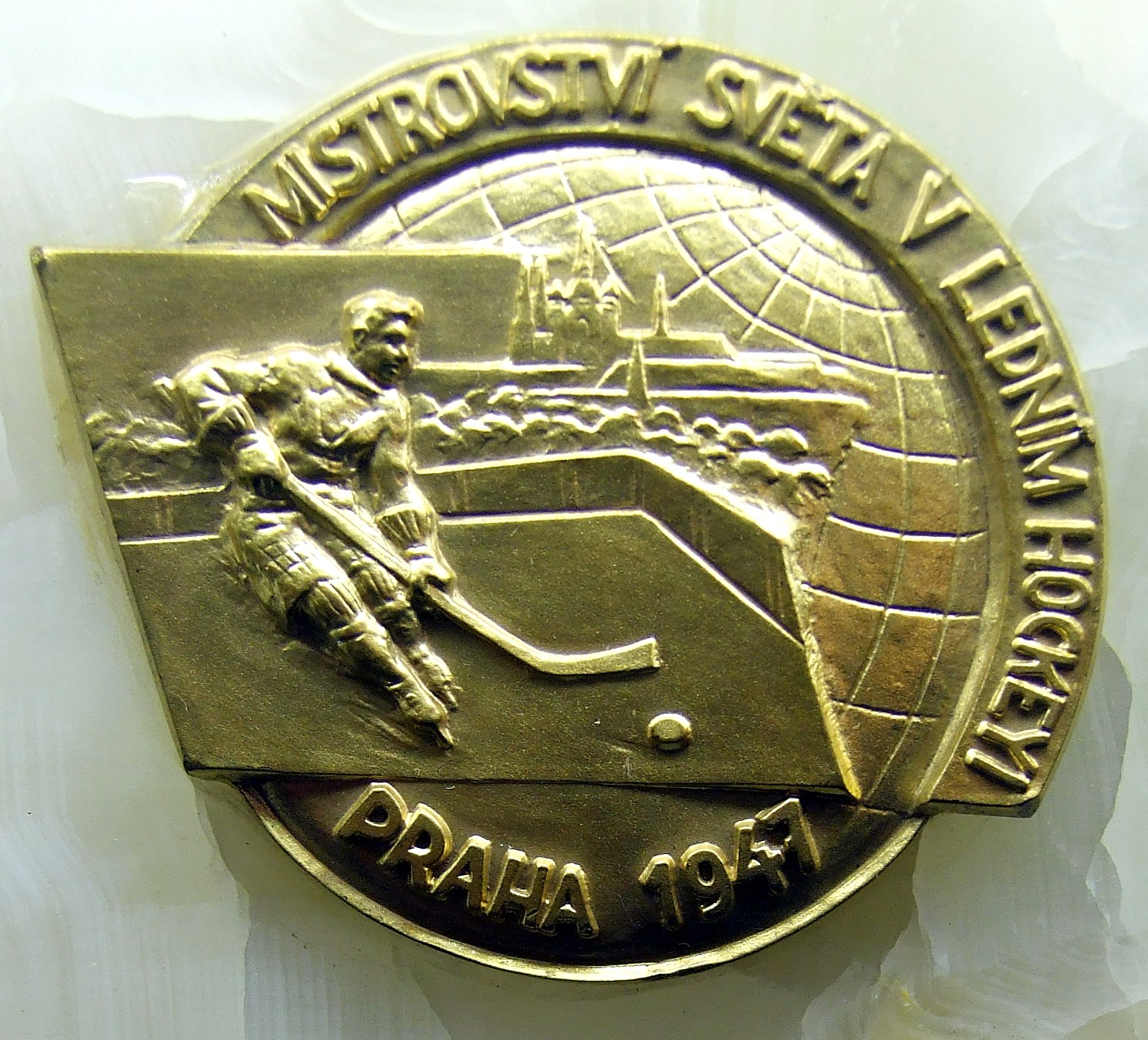
Una medaglia d'oro vinta dalla Cecoslovacchia nel 1947.

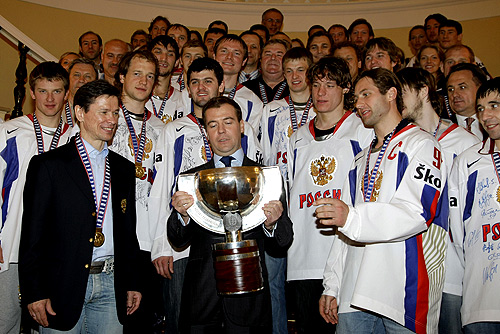
La Russia vincitrice dell'edizione 2008 insieme al presidente russo Dmitrij Medvedev.

Il primo Campionato mondiale disputato in un anno diverso da quello dei Giochi olimpici fu quello del 1930. Si svolse in tre città differenti, a Chamonix in Francia, a Vienna in Austria e a Berlino in Germania. Il Canada vinse l'oro sconfiggendo in finale la Germania, mentre la Svizzera conquistò il bronzo. I canadesi si ripeterono l'anno successivo, e anche nei giochi di Lake Placid 1932. Nel torneo del 1933 a Praga gli Stati Uniti conquistarono la medaglia d'oro, diventando la prima nazionale non canadese a vincere il titolo mondiale. Questo rimane l'unico oro vinto dagli statunitensi al di fuori dei Giochi olimpici.
Due giorni prima dei giochi di Garmisch-Partenkirchen 1936 alcuni dirigenti canadesi protestarono per la convocazione da parte del Regno Unito di due giocatori, Jimmy Foster e Alex Archer, che avevano giocato in Canada ma che si erano trasferiti senza permesso in Gran Bretagna per giocare nel campionato locale. La IIHF diede ragione al Canada, ma i britannici minacciarono di disertare la competizione in caso di esclusione dei due giocatori. Il Canada ritirò il suo reclamo, mentre il Regno Unito conquistò la prima e unica medaglia d'oro della sua storia. Il Canada vinse tutti gli altri mondiali di quel decennio, mentre nel 1939 esordì a livello internazionale la Finlandia. La seconda guerra mondiale portò alla cancellazione delle Olimpiadi del 1940 e del 1944, mentre i mondiali furono sospesi dal 1941 fino al 1946.
Nel secondo dopoguerra la Cecoslovacchia iniziò ad emergere e nel 1947 vinse la sua prima medaglia d'oro in un'edizione a cui non prese parte il Canada. Fu nel 1949 che i cecoslovacchi poterono vincere un oro battendo i campioni canadesi. I giochi di St. Moritz 1948 furono segnati dal conflitto fra le federazioni statunitensi: la American Hockey Association (AHA) e la Amateur Athletic Union (AAU). La AAU negò il suo supporto alla AHA poiché riteneva che i giocatori scelti per partecipare fossero dei professionisti, quando allora l'evento era riservato esclusivamente ai dilettanti. Fu raggiunto un compromesso e l'AHA poté giocare, tuttavia i loro risultati non sarebbero stati validi per la classifica finale. Sia i cecoslovacchi che i canadesi giunsero alla fine del torneo con sette vittorie e un pareggio nello scontro diretto. Per questo motivo l'oro fu assegnato al Canada per la miglior differenza reti.
Ai giochi di Oslo 1952, gli Edmonton Mercurys in rappresentanza del Canada conquistarono la sesta medaglia d'oro alle Olimpiadi, e questo fu l'ultimo successo canadese per i successivi cinquanta anni. Il mondiale del 1953 fu terminato da sole tre nazionali, il minimo nella storia del torneo, e vide il primo successo da parte della Svezia.

### 1954-1962: rivalità Canada-Unione Sovietica

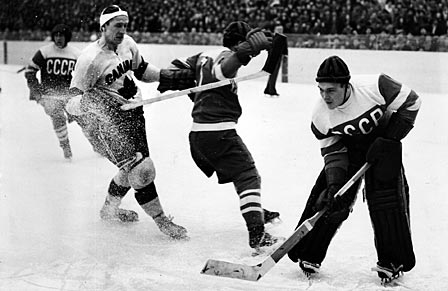
La gara fra Canada e Unione Sovietica ai mondiali del 1954, vinta dai sovietici per 7-2.

I mondiali del 1954 sono state descritte dalla IIHF come i primi dell'epoca moderna. Il torneo vide infatti l'esordio internazionale dell'Unione Sovietica. L'URSS aveva organizzato il suo primo campionato nazionale nel 1946, mentre in precedenza si erano dedicato maggiormente al bandy. Guidati da Arkadij Černyšëv i sovietici raggiunsero in finale il Canada entrambe imbattute, incontrandosi così per la prima volta nella loro storia. L'URSS vinse la finale 7-2, diventando la quinta nazionale capace di vincere il titolo mondiale. L'anno 1955 il Canada si prese la rivincita battendo i sovietici per 5-0 e vincendo l'oro. Alle Olimpiadi del 1956 di Cortina d'Ampezzo l'Unione Sovietica concluse il torneo ancora una volta imbattuta vincendo la medaglia d'oro olimpica alla sua prima partecipazione. Sarebbero passati sette anni fino alla successiva vittoria della selezione sovietica.

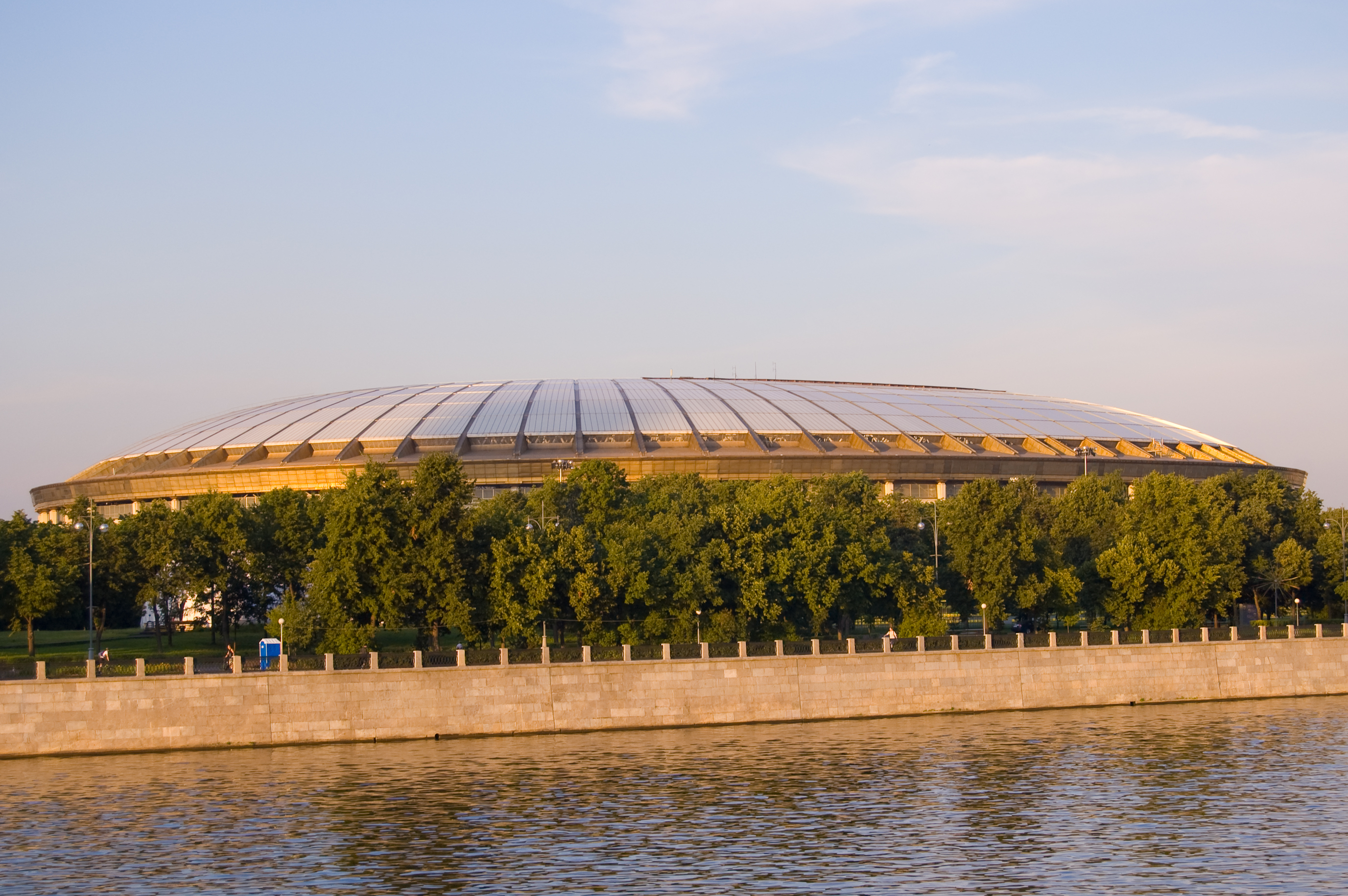
L'ultima gara dei mondiali del 1957 si giocò a Mosca nello Stadio Lenin. Fu vista da oltre 50.000 persone, record del torneo fino al 2010.

Il torneo del 1957 fu ospitato dalla città di Mosca. Canada e Stati Uniti boicottarono l'evento a causa dell'occupazione dell'Ungheria. La maggior parte delle partite si disputarono nel palazzetto Lužniki, tuttavia gli organizzatori decisero di far disputare la finale all'aperto nello Stadio Lenin. La gara fu vista da almeno 55.000 spettatori, record dei mondiali fino al 2010. La sfida decisiva vide il pareggio fra la Svezia e i padroni di casa, ma grazie a una vittoria in più in classifica gli scandinavi si aggiudicarono il torneo. Il Canada ritornò ai mondiali nel 1958 e vinse due titoli consecutivi superando entrambe le volte l'Unione Sovietica. Ai Giochi olimpici di Squaw Valley 1960 le favorite erano il Canada, l'URSS, la Cecoslovacchia e la Svezia, tuttavia ad imporsi furono i padroni di casa degli Stati Uniti, capaci di sconfiggere tutte le avversarie e di vincere il primo oro dal 1933.
Nel 1961 il Canada vinse la diciannovesima medaglia d'oro superando all'ultima gara la Cecoslovacchia e l'Unione Sovietica. Questa fu l'ultima volta che i canadesi impiegarono una squadra dilettantesca per rappresentare la nazionale, in questo caso i Trail Smoke Eaters. A partire dall'anno successivo infatti Hockey Canada su un'idea di David Bauer decise di lanciare un programma per convocare i migliori giocatori da tutta la nazione. Il Canada non avrebbe più vinto una medaglia d'oro fino al 1994. I mondiali del 1962 si svolsero per la prima volta in Nordamerica nello stato del Colorado e furono boicottati dalle nazionali sovietiche e cecoslovacche. La Svezia sconfisse per la prima volta il Canada e si aggiudicò la terza medaglia d'oro nel giro di dieci anni.

### Dal 1970 nella guerra fredda
In questo periodo l'hockey sovietico dominò grazie anche alle regole di cui sopra, vincendo quasi tutti i titoli. Nel 1970 la IIHF permise al Canada di aggregare nove giocatori professionisti dai ranghi della NHL e le sue leghe minori (sebbene i tornei si svolgessero contemporaneamente ai playoff della Stanley Cup, il che tolse di mezzo gran parte dei campioni). Questo permesso fu poi levato in quanto produsse molta confusione e reciproci reclami. Il Canada rivendicò il proprio diritto a schierare i migliori giocatori possibili e boicottò la manifestazione per 7 anni.
Nel 1976 un nuovo presidente della IIHF permise la partecipazione di ogni tipo di giocatori e il Canada rientrò l'anno seguente. Questa volta la qualità dei giocatori europei era tanto elevata che nemmeno utilizzare i giocatori NHL rimasti fuori dai playoff fu sufficiente ai canadesi per dominare: la Nazione nordamericana tornò infatti a vincere solo nel 1994.

### Dopo la guerra fredda
Lo sgretolamento dell'Unione Sovietica e la secessione in Cecoslovacchia portò ad un appianamento senza precedenti dei valori in campo: i giocatori di quelle nazioni ebbero la libertà di emigrare nella NHL, il che impedì a molti Paesi europei di mandare i propri migliori elementi al campionato mondiale, e questo fu particolarmente sentito nei due Paesi chiave di quegli stati divisi, la Russia e la Repubblica Ceca.
Questi avvenimenti crearono quindi una sfida per la federazione internazionale, per l'affacciarsi a grandi livelli di Nazionali come Bielorussia, Repubblica Ceca, Kazakistan, Lettonia, Russia e Slovacchia, che accamparono tutte richieste di partecipazione al livello A. Russia e Repubblica Ceca vi accedettero direttamente ma le altre dovettero partire dalla C. Fu chiaro che presto gran parte di queste sarebbero arrivate velocemente alla massima serie, mettendo a rischio il ruolo che ricoprivano le Nazioni dell'Europa Occidentale. Per questo la federazione decise di allargare il numero di squadre partecipanti alla pool A.
Attorno alla fine del millennio gli stati dell'ex Cecoslovacchia hanno ottenuto grandi successi, con quattro titoli consecutivi nel 1999-2002, i primi tre dalla Rep. Ceca, l'ultimo dalla Slovacchia. Il Canada è tornato ad altissimi livelli con i successi 2003 e 2004 oltre alle Olimpiadi e la World Cup of Hockey del 2004. Il 2006 fu l'anno d'oro della Svezia che trionfò ai Mondiali e ai Giochi olimpici. Nel 2007 tornarono al successo i Canadesi che però fallirono l'anno successivo il bis in casa: fu infatti la volta della Russia che vinse l'alloro mondiale 15 anni dopo il primo titolo, quello del 1993 - escludendo i precedenti 22, vinti come Unione Sovietica. Nel 2013 il titolo fu vinto dalla Svezia; era dal 1986 che la nazione organizzatrice del torneo non riusciva a conquistare la medaglia d'oro.

## Struttura del torneo

### Storia
Il primo Campionato mondiale staccato rispetto ai tornei olimpici si disputò nel 1930 e vide la partecipazione di dodici nazionali. Al Canada fu concesso un bye per accedere direttamente alla finalissima, mentre le altre squadre disputarono un torneo a eliminazione per determinare l'altra finalista. Nel 1931 i mondiali cambiarono formula avvicinandosi a quella adottata nei Giochi olimpici: le dieci partecipanti disputarono una serie di turni di qualificazione per accedere al girone finale. Le medaglie furono assegnate in base ai punti conquistati al termine del girone decisivo. Questa struttura cambiò numerose volte nel corso del decennio, alternando alcune edizioni con una finale secca per l'oro ad altre edizioni con un girone all'italiana.
Nel 1937 il torneo cambiò ancora formula tornando ad essere simile alle Olimpiadi: si giocò un turno preliminare con le 11 partecipanti, e le quattro migliori disputarono il girone per l'assegnazione delle medaglie. Un anno più tardi nel 1938 venne disputata invece la finale per la medaglia d'oro; essa fu l'ultima ad essere disputata prima del Campionato mondiale del 1992.
Nel 1951 le tredici partecipanti furono divise per la prima volta in due gruppi. Le migliori sette furono inserite nel Pool A e lottarono per la conquista del titolo mondiale. Le altre sei invece crearono il cosiddetto Pool B. Solitamente il Gruppo A era composto da otto nazionali, sebbene nel corso degli anni vi siano state delle variazioni come un minimo di tre partecipanti nel 1953 e un massimo di dodici nel 1959. Il torneo con gironi all'italiana fu adottato ininterrottamente fino al 1992, tuttavia fu spesso criticato poiché il titolo veniva assegnato già prima dell'ultima partita del torneo.
Durante un congresso nel 1990 la IIHF introdusse il sistema dei playoff. Con la crescita della IIHF aumentò sempre più il numero delle nazionali iscritte ai mondiali, e per questo motivo furono aggiunti altri gruppi. Nel 1961 esordì il Pool C, mentre nel 1987 venne creato anche il Pool D Nel 2001 le varie Pool cambiarono il proprio nome: la Pool B divenne Prima Divisione, la Pool C divenne Seconda Divisione e la Pool D divenne Terza Divisione.

### Strutture di Gruppo A, Prima, Seconda e Terza Divisione

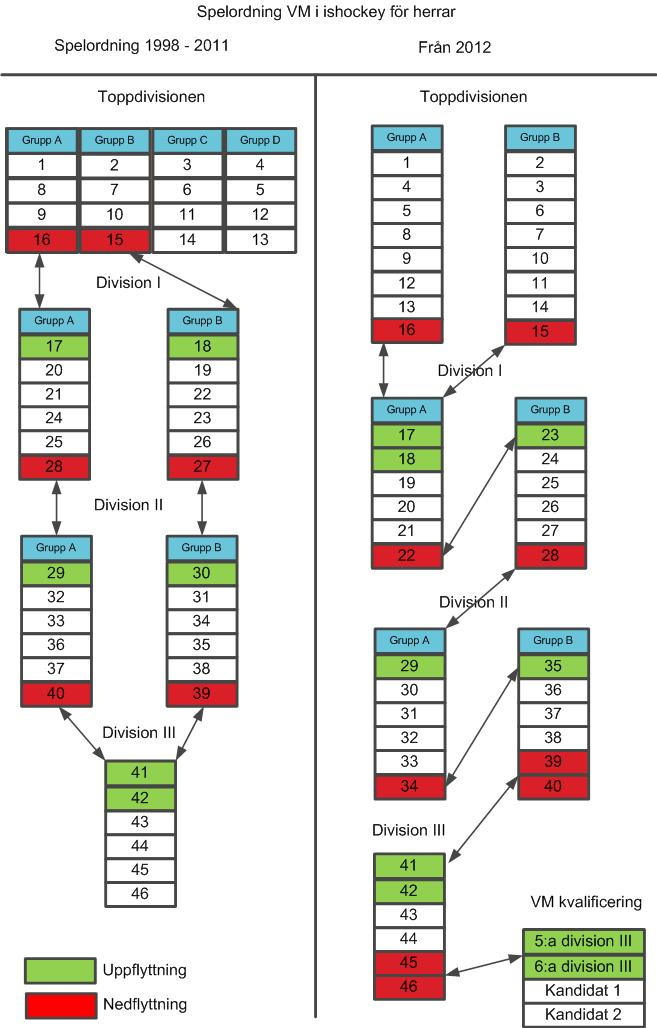
La riforma dei mondiali di hockey del 2012.

La struttura moderna del Campionato mondiale prevede un minimo di 40 partecipanti: 16 nazionali nel Gruppo A, 12 in Prima Divisione, 12 in Seconda Divisione e le altre in Terza Divisione.
Dal 1998 al 2011 le squadre del Gruppo A erano divise in quattro gironi da quattro squadre ciascuno; dopo un girone di sola andata le tre migliori accedevano alla seconda fase mentre le ultime classificate disputavano un altro girone per evitare la retrocessione, le ultime due classificate venivano retrocesse in Prima Divisione. La seconda fase prevedeva invece due gironi da sei squadre, con le migliori quattro promosse alla fase a eliminazione diretta, formata da quarti di finale, semifinali e finali.
Fra il 1998 e il 2004 la IIHF organizzò un torneo di qualificazione separato riservato all'Estremo Oriente per poter garantire almeno una partecipante asiatica ai campionati mondiali di Gruppo A. Il Giappone vinse tutti i tornei di qualificazione, tuttavia concluse i tornei sempre all'ultimo posto tranne nel 2004, quando giunse quindicesimo. Al termine di quell'edizione la IIHF sospese il torneo e il Giappone retrocesso dovette partecipare alla Prima Divisione.

### Gruppo A dal 2012
Il Gruppo A è composto da 16 nazionali: esse sono divise in due gironi in base alla classifica mondiale IIHF. Il ranking viene calcolato sulla base dei risultati ottenuti negli ultimi quattro mondiali e nell'ultimo torneo olimpico. I risultati dei tornei più recenti incidono maggiormente sul calcolo della classifica.
A partire dai mondiali del 2012 i quattro gironi preliminari sono stati sostituiti da due gironi da otto squadre ciascuno; ogni squadra disputa perciò sette gare contro le avversarie del proprio girone. Le migliori quattro squadre dei due gironi avanzano alla fase a eliminazione diretta. Nei quarti di finale le prime classificate affrontano le quarte provenienti dall'altro gruppo, mentre le seconde classificate affrontano le terze classificate dell'altro gruppo. Le vincitrici dei quarti di finale disputano le semifinali, mentre a loro volta le vincitrici delle semifinali disputano la finale per la medaglia d'oro. Le sconfitte disputano invece la finale valida per la medaglia di bronzo. Sempre a partire dal 2012 è stato abolito il girone retrocessione; al suo posto le ultime due classificare dei gironi preliminari sono retrocesse in Prima Divisione.

### Prima, Seconda e Terza Divisione dal 2012
La Prima Divisione è divisa in due gruppi da sei squadre e ciascun gruppo disputa un girone di sola andata per un totale di cinque partite. In passato le vincitrici dei due gruppi erano promosse nel Gruppo A, mentre le ultime venivano retrocesse in Seconda Divisione. Dal 2012 vengono invece promosse le prime due del Gruppo A, mentre la vincitrice della Prima Divisione - Gruppo B prende il posto dell'ultima classificata della Prima Divisione - Gruppo A. L'ultima della Prima Divisione - Gruppo B viene infine retrocessa in Seconda Divisione.
La Seconda Divisione funziona in maniera simile alla Prima Divisione, con la differenza che nella Seconda Divisione - Gruppo A viene promossa solo la prima classificata. L'ultima classificata della Seconda Divisione - Gruppo B viene retrocessa in Terza Divisione. La Terza Divisione si compone di un numero variabile di formazioni, generalmente sei. In caso di un numero superiore di partecipanti viene organizzato un torneo di qualificazione.

## Regole

### Regole di gioco

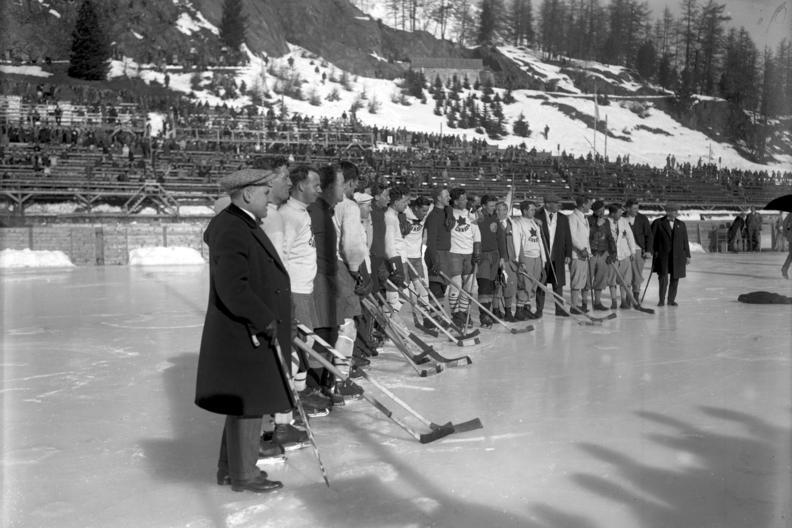
Una gara fra Canada e Svezia durante le Olimpiadi del 1928.

Dal primo torneo disputato nel 1920 all'epoca moderna sono avvenute numerose trasformazioni nel gioco e nel regolamento, ad esempio le partite si giocavano all'aperto, non erano permessi i passaggi in avanti, la pista era 56x18 metri (mentre gli standard moderni della IIHF sono 61x30 metri) e venivano disputati due periodi da venti minuti ciascuno. Ogni squadra scendeva in pista con sette giocatori sul ghiaccio, con la presenza del cosiddetto rover. Dopo il torneo la IIHF tenne un congresso e decise di adottare le regole canadesi: sei uomini sul ghiaccio e tre periodi di gioco.
Nel congresso IIHF del 1969 i membri della commissione approvarono l'estensione del body-checking a tutti i terzi della pista così come succedeva nella National Hockey League. In precedenza nei tornei internazionali il body-checking era permesso solo nei terzi difensivi. Fu una delle modifiche più importanti decise dalla IIHF, permettendo al gioco di essere molto più fisico e aggressivo. La regola fu applicata per la prima volta ai mondiali del 1970, nonostante il timore del presidente della IIHF Bunny Ahearne che l'hockey potesse diventare un gioco per picchiatori. All'inizio degli anni 1970 furono approvate altre norme come l'obbligo di indossare un caschetto, mentre la maschera per i portieri divenne obbligatoria nell'edizione del 1972. Nel 1992 la IIHF abbandonò il sistema dei gironi all'italiana adottando invece un sistema di play-off per l'assegnazione delle medaglie, e in questa fase i pareggi sarebbero stati decisi da una serie di shootout. Nel 1997 fu invece sperimentata una nuova regola che permetteva il two-line pass, ovvero il passaggio dal proprio terzo difensivo alla metà campo avversaria varcando così la linea blu e quella rossa di metà campo. La norma fu testata nei mondiali del 1997 e portò a un aumento significativo delle reti segnate.
A partire dalla stagione 2005-06 la NHL introdusse diverse nuove regole, alcune delle quali già adottate dalla IIHF, come l'introduzione degli shootout in caso di pareggio e la possibilità di effettuare i two-line pass. Dall'altra parte invece fu la IIHF a seguire l'esempio della NHL adottando una linea di condotta molto più restrittiva contro le penalità di aggancio col bastone, ostruzione e trattenuta. Nel 2006 la IIHF abolì i pareggi e adottò un nuovo sistema di assegnazione dei punti: i successi entro il sessantesimo minuto assegnano tre punti, quelli all'overtime invece due, una sconfitta dopo l'overtime sarebbe valsa un punto e infine quella entro il sessantesimo minuto zero punti. Tale sistema fu applicato per la prima volta ai mondiali del 2007.
Nel corso degli anni una delle differenze più evidenti fra la IIHF e la NHL era stata la dimensione della pista da hockey: le piste della NHL sono infatti 5 metri più strette rispette a quelle degli standard internazionali, misurando 61x26 metri (200x85 piedi) contro i 61x30 metri adottati in Europa (200x98,5 piedi). Nella storia dei mondiali le piste nordamericane furono adottate in un'occasione, l'edizione del 2008 disputata in Canada. Nel 2014 il nuovo regolamento della IIHF ammise ufficialmente per la prima volta lo standard adottato in Nordamerica fra le misure valide per una pista di hockey su ghiaccio. Fra le altre regole modificate vi fu quella della liberazione vietata, che seguì le orme della NHL adottando un sistema ibrido riducendo il numero di contrasti fisici pericolosi per i giocatori.

### Eleggibilità dei giocatori
A partire dal 1977 il Campionato mondiale è aperto a tutti i giocatori, sia dilettanti che professionisti. La IIHF stabilisce le seguenti norme perché un giocatore possa essere considerato convocabile:
- "Ciascun giocatore deve essere sotto la giurisdizione di una federazione nazionale membro dell'IIHF."
- "Ciascun giocatore deve essere un cittadino della nazione che rappresenta."

Se un giocatore che non ha mai preso parte a competizioni ufficiali IIHF cambia la propria nazionalità egli deve disputare almeno due stagioni consecutive in quel paese e possedere un transfer card internazionale (ITC). Se un giocatore invece ha già preso parte a competizioni ufficiali IIHF e desidera cambiare nazionalità egli deve aver giocato nel nuovo paese per quattro anni. Tale decisione può essere presa solo una volta.

## Divisioni
Il Campionato mondiale di hockey su ghiaccio è composto da quattro divisioni. Questa è la composizione di ciascun raggruppamento al termine delle competizioni del 2022 con i gruppi di appartenenza in vista dell'edizione 2023 e la loro posizione nella classifica mondiale IIHF.

### Gruppo A
Il Campionato mondiale di Gruppo A è composto dalle sedici migliori formazioni al mondo. Le ultime due classificate vengono retrocesse in Prima Divisione - Gruppo A. Il mondiale del 2023 si è giocato a Tampere, in Finlandia, ed a Riga, in Lettonia fra il 12 e il 28 maggio 2023.
| Squadra     | Gruppo (2023) | Ranking IIHF (nel 2023) | Membro IIHF dal | Membro della divisione dal | Note   |
| ----------- | ------------- | ----------------------- | --------------- | -------------------------- | ------ |
| Austria     | Gruppo A      | 15                      | 1912            | 2022                       | [ 58 ] |
| Canada      | Gruppo B      | 2                       | 1920            | 1951                       | [ 59 ] |
| Rep. Ceca   | Gruppo B      | 6                       | 1908            | 1993                       | [ 60 ] |
| Danimarca   | Gruppo B      | 10                      | 1946            | 2003                       | [ 61 ] |
| Finlandia   | Gruppo A      | 1                       | 1928            | 1951                       | [ 62 ] |
| Francia     | Gruppo A      | 13                      | 1908            | 2008                       | [ 63 ] |
| Germania    | Gruppo A      | 9                       | 1909            | 2007                       | [ 64 ] |
| Ungheria    | Gruppo B      | 20                      | 1927            | 2016                       | [ 65 ] |
| Kazakistan  | Gruppo B      | 16                      | 1992            | 2016                       | [ 66 ] |
| Lettonia    | Gruppo B      | 11                      | 1931            | 1997                       | [ 67 ] |
| Norvegia    | Gruppo B      | 12                      | 1935            | 2006                       | [ 68 ] |
| Slovacchia  | Gruppo B      | 8                       | 1993            | 1996                       | [ 69 ] |
| Slovenia    | Gruppo B      | 19                      | 1912            | 2023                       | [ 70 ] |
| Svezia      | Gruppo A      | 5                       | 1912            | 1951                       | [ 71 ] |
| Svizzera    | Gruppo B      | 7                       | 1908            | 1998                       | [ 72 ] |
| Stati Uniti | Gruppo A      | 4                       | 1920            | 1985                       | [ 73 ] |
| Bielorussia | Sospesi       | 14                      | 1992            | 2005                       | [ 74 ] |
| Russia      | Sospesi       | 3                       | 1952            | 1992                       | [ 75 ] |

- La IIHF riconosce la Boemia, membro dal 1908 così come la Cecoslovacchia come le antenate della Repubblica Ceca, unitasi alla IIHF nel 1993.
- La IIHF riconosce l'Unione Sovietica, membro dal 1952, come l'antenata della Russia, unitasi alla IIHF nel 1992.[75]

### Prima Divisione
La Prima Divisione è composta da dodici formazioni. Le squadre del Gruppo A lottano per la promozione nel campionato mondiale di Gruppo A mentre la perdente è retrocessa in Prima Divisione - Gruppo B. Invece le squadre del Gruppo B lottano per la promozione in Prima Divisione - Gruppo A mentre la perdente è retrocessa in Seconda Divisione - Gruppo A. La Prima Divisione del 2023 si è giocata per il Gruppo A a Nottingham, in Regno Unito, fra il 29 aprile e il 5 maggio mentre per il Gruppo B a Tallinn, in Estonia, fra il 23 e il 29 aprile 2023.
| Squadra       | Gruppo (2023) | Ranking IIHF (nel 2023) | Membro IIHF dal | Membro della divisione dal | Membro del gruppo dal | Note   |
| ------------- | ------------- | ----------------------- | --------------- | -------------------------- | --------------------- | ------ |
| Regno Unito   | Gruppo A      | 18                      | 1908            | 2023                       | 2023                  | [ 76 ] |
| Italia        | Gruppo A      | 17                      | 1924            | 2023                       | 2023                  | [ 77 ] |
| Lituania      | Gruppo A      | 23                      | 1938            | 2005                       | 2022                  | [ 78 ] |
| Polonia       | Gruppo A      | 22                      | 1926            | 2003                       | 2023                  | [ 79 ] |
| Romania       | Gruppo A      | 24                      | 1924            | 2018                       | 2020                  | [ 80 ] |
| Corea del Sud | Gruppo A      | 21                      | 1960            | 2019                       | 2019                  | [ 81 ] |
| Cina          | Gruppo B      | 26                      | 1963            | 2023                       | 2023                  | [ 82 ] |
| Estonia       | Gruppo B      | 28                      | 1935            | 2015                       | 2015                  | [ 83 ] |
| Giappone      | Gruppo B      | 25                      | 1930            | 2005                       | 2017                  | [ 84 ] |
| Paesi Bassi   | Gruppo B      | 29                      | 1992            | 2023                       | 2023                  | [ 85 ] |
| Serbia        | Gruppo B      | 30                      | 1939            | 2020                       | 2020                  |        |
| Ucraina       | Gruppo B      | 27                      | 1992            | 2008                       | 2018                  | [ 86 ] |

### Seconda Divisione
La Seconda Divisione è composta da dodici formazioni. Le squadre del Gruppo A lottano per la promozione in Prima Divisione - Gruppo B mentre la perdente è retrocessa in Seconda Divisione - Gruppo B. Invece le squadre del Gruppo B lottano per la promozione in Seconda Divisione - Gruppo A mentre la perdente è retrocessa in Terza Divisione. La Seconda Divisione del 2023 si è giocata per il Gruppo A a Madrid, in Spagna dal 16 al 22 aprile e per il Gruppo B a Istanbul, in Turchia, fra il 17 e il 23 aprile.
| Squadra             | Gruppo (2023) | Ranking IIHF (nel 2023) | Membro IIHF dal | Membro della divisione dal | Membro del gruppo dal | Note   |
| ------------------- | ------------- | ----------------------- | --------------- | -------------------------- | --------------------- | ------ |
| Australia           | Gruppo A      | 36                      | 1938            | 2013                       | 2017                  | [ 87 ] |
| Croazia             | Gruppo A      | 31                      | 1992            | 2019                       | 2019                  | [ 88 ] |
| Georgia             | Gruppo A      | 41                      | 2009            | 2019                       | 2023                  | [ 89 ] |
| Islanda             | Gruppo A      | 34                      | 1992            | 2007                       | 2023                  | [ 90 ] |
| Israele             | Gruppo A      | 33                      | 1991            | 2012                       | 2020                  | [ 91 ] |
| Spagna              | Gruppo A      | 32                      | 1923            | 2012                       | 2019                  | [ 92 ] |
| Belgio              | Gruppo B      | 40                      | 1908            | 2005                       | 2020                  | [ 93 ] |
| Bulgaria            | Gruppo B      | 37                      | 1960            | 2020                       | 2020                  | [ 94 ] |
| Messico             | Gruppo B      | 35                      | 1985            | 2006                       | 2012                  | [ 95 ] |
| Nuova Zelanda       | Gruppo B      | 42                      | 1977            | 2010                       | 2013                  | [ 96 ] |
| Turchia             | Gruppo B      | 38                      | 1991            | 2023                       | 2023                  | [ 97 ] |
| Emirati Arabi Uniti | Gruppo B      | 43                      | 2001            | 2023                       | 2023                  | [ 98 ] |

- La IIHF riconosce la Jugoslavia, membro dal 1939, come l'antenata della Serbia, unitasi alla IIHF nel 2007.[99]

### Terza Divisione
Di solito la Terza Divisione è composta da sei formazioni; la vincitrice del raggruppamento viene promossa in Seconda Divisione - Gruppo B. Nel 2023, le partite del Gruppo A si sono giocate a Città del Capo, in Sudafrica, dal 17 al 23 aprile e le partite del Gruppo B a Sarajevo, in Bosnia-Erzegovina, dal 27 febbraio al 5 marzo
| Squadra              | Gruppo (2023) | Ranking IIHF (maggio 2023) | Membro IIHF dal | Membro della divisione dal | Membro del gruppo dal | Note    |
| -------------------- | ------------- | -------------------------- | --------------- | -------------------------- | --------------------- | ------- |
| Taipei cinese        | Gruppo A      | 39                         | 1983            | 2017                       | 2022                  | [ 100 ] |
| Lussemburgo          | Gruppo A      | 44                         | 1912            | 2019                       | 2022                  | [ 101 ] |
| Corea del Nord       | Gruppo A      | 45                         | 1963            | 2020                       | 2022                  | [ 102 ] |
| Sudafrica            | Gruppo A      | 51                         | 1937            | 2020                       | 2023                  | [ 103 ] |
| Thailandia           | Gruppo A      | 46                         | 1989            | 2019                       | 2023                  | [ 104 ] |
| Turkmenistan         | Gruppo A      | 48                         | 2015            | 2019                       | 2022                  | [ 105 ] |
| Bosnia ed Erzegovina | Gruppo B      | 50                         | 2001            | 2015                       | 2022                  | [ 106 ] |
| Hong Kong            | Gruppo B      | 47                         | 1983            | 2019                       | 2022                  | [ 107 ] |
| Iran                 | Gruppo B      | 56                         | 2019            | 2023                       | 2023                  |         |
| Kirghizistan         | Gruppo B      | 49                         | 2019            | 2023                       | 2023                  | [ 108 ] |
| Malaysia             | Gruppo B      | 53                         | 2006            | 2023                       | 2023                  | [ 109 ] |
| Singapore            | Gruppo B      | 55                         | 2017            | 2023                       | 2023                  | [ 110 ] |

Squadre assenti dalle competizioni nel 2015
| Squadra  | Ranking IIHF (maggio 2015) | Membro IIHF dal | Note    |
| -------- | -------------------------- | --------------- | ------- |
| Grecia   | 49                         | 1987            | [ 111 ] |
| Irlanda  | 48                         | 1996            | [ 112 ] |
| Mongolia | 50                         | 1999            | [ 113 ] |

### Quarta Divisione
La IV divisione comprende quattro squadre. Le squadre competono per la promozione in Divisione III Gruppo B. Nel 2023 le partite si sono giocate ad Ulan Bator, in Mongolia, dal 23 al 26 marzo.
| Squadra   | Ranking IIHF (2023) | Membro IIHF dal | Membro della divisione dal | Note |
| --------- | ------------------- | --------------- | -------------------------- | ---- |
| Indonesia | N/A                 | 2016            | 2023                       |      |
| Kuwait    | 52                  | 2018            | 2020                       |      |
| Mongolia  | N/A                 | 1999            | 2023                       |      |
| Filippine | 54                  | 2016            | 2023                       |      |

## Albo d'oro

Vincitori del Campionato mondiale di hockey su ghiaccio per numero di titoli.
1
2-4
5-9
10-24
25+

1
     2-4
     5-9
     10-24
     25+

### Medagliere
| Stato                    | Oro     | Argento | Bronzo  | Medaglie |
| ------------------------ | ------- | ------- | ------- | -------- |
| Canada                   | 27      | 16      | 9       | 52       |
| Russia Unione Sovietica  | 5 22 27 | 3 7 10  | 5 10    | 13 34 47 |
| Rep. Ceca Cecoslovacchia | 7 6 13  | 1 12 13 | 6 16 22 | 14 34 48 |
| Svezia                   | 11      | 19      | 17      | 47       |
| Finlandia                | 4       | 9       | 3       | 16       |
| Stati Uniti              | 2       | 9       | 9       | 20       |
| Regno Unito              | 1       | 2       | 2       | 5        |
| Slovacchia               | 1       | 2       | 1       | 4        |
| Svizzera                 | 0       | 3       | 8       | 11       |
| Germania Germania Ovest  | 0       | 1 2     | 2 0 2   | 3 1 4    |
| Austria                  | 0       | 0       | 2       | 2        |

## Partecipazioni totali
Dati aggiornati al 2016 dopo 80 edizioni. In corsivo le nazionali scomparse.
 = divisione d'appartenenza nel 2016.
| Squadra              | Gruppo A | I Divisione | II Divisione | III Divisione | Totale |
| -------------------- | -------- | ----------- | ------------ | ------------- | ------ |
| Armenia              | —        | —           | —            | 4             | 4      |
| Australia            | 1        | 3           | 22           | 7             | 33     |
| Austria              | 32       | 33          | 7            | —             | 72     |
| Belgio               | 12       | 5           | 27           | 6             | 50     |
| Bielorussia          | 17       | 4           | 2            | —             | 23     |
| Bosnia ed Erzegovina | —        | —           | —            | 2             | 2      |
| Bulgaria             | —        | 4           | 38           | 4             | 47     |
| Canada               | 70       | —           | —            | —             | 70     |
| Cecoslovacchia       | 52       | —           | —            | —             | 52     |
| Cina                 | —        | 10          | 29           | —             | 39     |
| Corea del Nord       | —        | —           | 19           | 7             | 26     |
| Corea del Sud        | —        | 10          | 19           | 3             | 32     |
| Croazia              | —        | 10          | 12           | 1             | 23     |
| Danimarca            | 15       | 14          | 20           | —             | 49     |
| Emirati Arabi Uniti  | —        | —           | —            | 4             | 4      |
| Estonia              | —        | 14          | 9            | —             | 23     |
| Finlandia            | 63       | —           | —            | —             | 63     |
| Francia              | 28       | 17          | 15           | —             | 60     |
| Georgia              | —        | —           | —            | 3             | 3      |
| Germania             | 61       | 9           | —            | —             | 70     |
| Germania Est         | 14       | 14          | —            | —             | 28     |
| Giappone             | 12       | 36          | 4            | —             | 52     |
| Grecia               | —        | —           | 1            | 9             | 10     |
| Hong Kong            | —        | —           | —            | 4             | 4      |
| Irlanda              | —        | —           | 2            | 8             | 10     |
| Islanda              | —        | —           | 14           | 4             | 18     |
| Israele              | —        | 1           | 17           | 7             | 25     |
| Italia               | 29       | 27          | 6            | —             | 62     |
| Jugoslavia           | 1        | 22          | 7            | —             | 30     |
| Kazakistan           | 8        | 12          | 4            | —             | 24     |
| Lettonia             | 25       | 3           | 1            | —             | 29     |
| Lituania             | 1        | 14          | 7            | 1             | 23     |
| Lussemburgo          | —        | —           | 2            | 15            | 17     |
| Messico              | —        | —           | 13           | 4             | 17     |
| Mongolia             | —        | —           | —            | 5             | 5      |
| Norvegia             | 33       | 27          | 3            | —             | 63     |
| Nuova Zelanda        | —        | —           | 13           | 9             | 22     |
| Paesi Bassi          | 4        | 39          | 13           | —             | 56     |
| Polonia              | 30       | 39          | —            | —             | 69     |
| Regno Unito          | 15       | 29          | 8            | 2             | 54     |
| Rep. Ceca            | 24       | —           | —            | —             | 24     |
| Romania              | 9        | 31          | 18           | 1             | 59     |
| Russia               | 25       | —           | —            | —             | 25     |
| Serbia               | —        | 1           | 9            | —             | 10     |
| Serbia e Montenegro  | —        | —           | 9            | 2             | 11     |
| Slovacchia           | 21       | 1           | 1            | —             | 23     |
| Slovenia             | 7        | 10          | 5            | —             | 22     |
| Spagna               | —        | 1           | 28           | 6             | 35     |
| Stati Uniti          | 68       | 5           | —            | —             | 73     |
| Svezia               | 75       | —           | —            | —             | 75     |
| Svizzera             | 49       | 23          | 2            | —             | 74     |
| Sudafrica            | —        | —           | 12           | 11            | 23     |
| Turchia              | —        | —           | 6            | 13            | 19     |
| Ucraina              | 9        | 10          | 5            | —             | 24     |
| Ungheria             | 13       | 23          | 25           | —             | 61     |
| Unione Sovietica     | 34       | —           | —            | —             | 34     |

## Premi individuali
A partire dal 1954 la IIHF ha istituito una serie di premi individuali per i migliori giocatori dei Campionati mondiali di hockey su ghiaccio. Scelti dalla direzione del torneo i primi premi furono assegnati per i ruoli di miglior portiere, difensore e attaccante. In occasione dell'edizione del 1999 fu aggiunto anche il premio per l'MVP della competizione. Esiste inoltre un All-Star Team scelto dai rappresentanti dei media. Nel 2004 il canadese Dany Heatley diventò il primo giocatore a guidare la classifica marcatori, a vincere i premi di MVP, miglior attaccante e ad essere nominato nell'All-Star Team nello stesso anno. Riuscì a ripetere tale impresa anche nel 2008.